# Calanchi di Civitacampomarano
Calanchi di Civitacampomarano este o arie protejată (arie specială de conservare — SAC, sit de importanță comunitară — SCI) din Italia întinsă pe o suprafață de 578 ha, integral pe uscat.

## Localizare
Centrul sitului Calanchi di Civitacampomarano este situat la coordonatele 41°45′47″N 14°40′10″E / 41.763056°N 14.669444°E.

## Înființare
Situl Calanchi di Civitacampomarano a fost declarat sit de importanță comunitară în septembrie 1995 pentru a proteja 10 specii de animale. Situl a fost protejat și ca arie specială de conservare în decembrie 2018.

## Biodiversitate
Situată în ecoregiunea mediteraneană, aria protejată conține 2 habitate naturale: Pseudostepă cu ierburi și specii anuale de Thero-Brachypodietea, Tufărișuri halo-nitrofile (Pegano-Salsoletea).
La baza desemnării sitului se află mai multe specii protejate:
- păsări (9): fâsă-de-câmp (Anthus campestris), ciocârlie-cu-degete-scurte (Calandrella brachydactyla), erete de stuf (Circus aeruginosus), erete vânăt (Circus cyaneus), erete cenușiu (Circus pygargus), ciocârlie de pădure (Lullula arborea), ciocârlie de bărăgan (Melanocorypha calandra), gaia roșie (Milvus milvus), viespar (Pernis apivorus)
- nevertebrate (1): Melanargia arge

Pe lângă speciile protejate, pe teritoriul sitului au mai fost identificate 6 specii de plante.